# Hekimbaşı
Hekimbaşı (Turco ottomano هكيم باشی) fu fino al 1826 il medico supremo dell'impero ottomano. Un Hekimbaşı non era solo il ministro della salute, ma anche il principale medico del Sultano. Il suo studio era ospitato nel Palazzo di Topkapi, ed egli era sempre a disposizione del Sultano, della sua famiglia e degli abitanti del palazzo. Tuttavia, nonostante il suo stato ministeriale, l'Hekimbaşı non era autorizzato a partecipare alle riunioni del governo.